# Hernando de Soto (ontdekkingsreiziger)

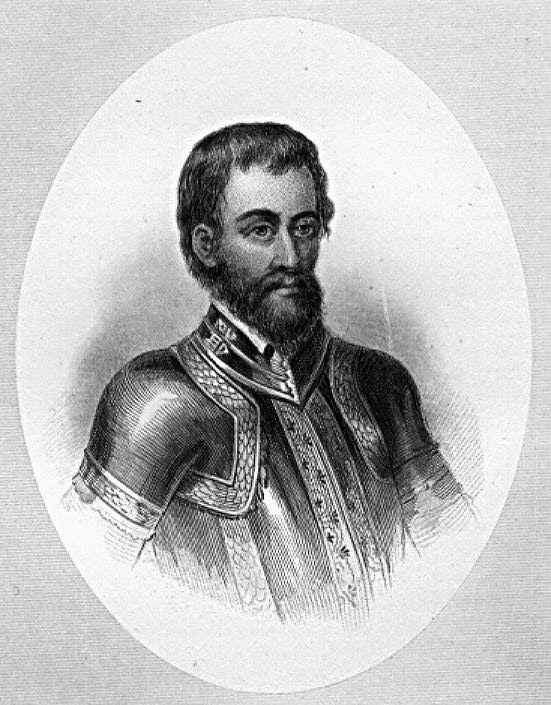
Hernando de Soto

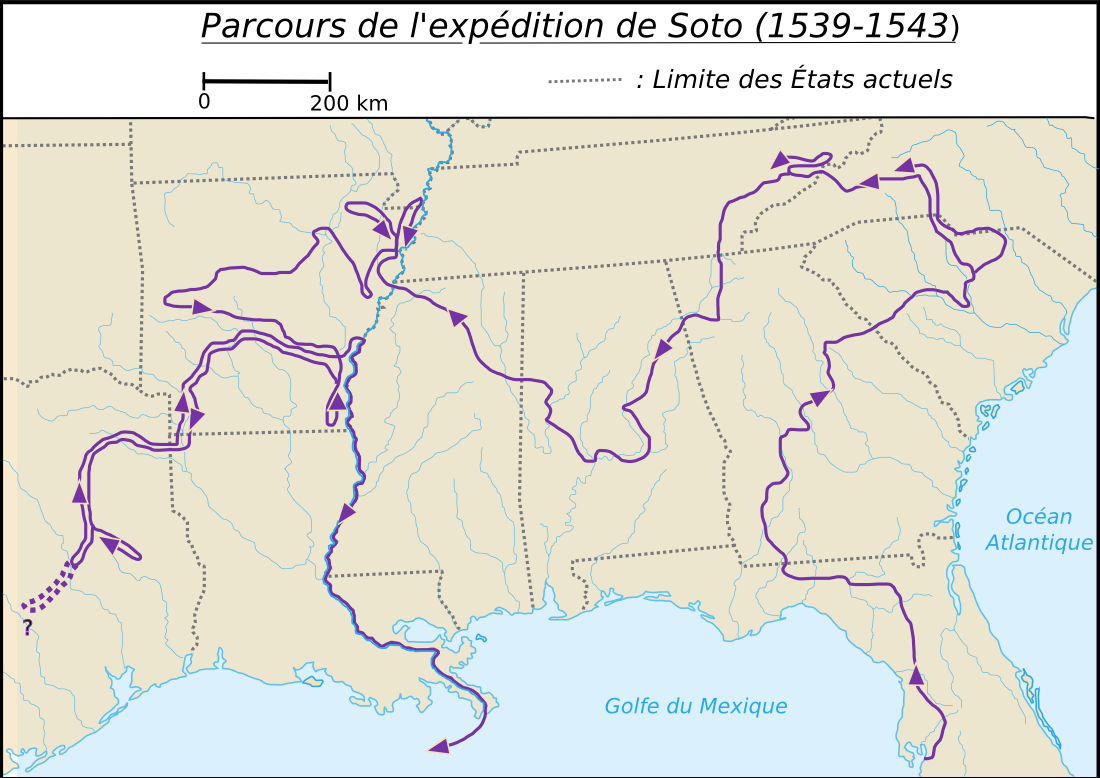
Route van de expeditie van de Soto

Hernando de Soto (rond 1497-25 juni 1542) was een Spaanse conquistador, die zocht naar rijkdommen in het zuidoosten van de huidige Verenigde Staten. Hij werd geboren in Villa Nueva de Barcarrota dan wel Jerez de los Caballeros, in Extremadura, en vertrok in 1514 naar Amerika met de expeditie van Pedro Arias de Avila, de nieuwe gouverneur van Darién.
De Soto maakte in de jaren 20 zijn kapitaal dankzij een grote rol in de slavenhandel vanuit Nicaragua en Panama. Later had hij een belangrijke rol in de verovering van Peru door Francisco Pizarro, die hij van schepen voorzag. De Soto versloeg de Inca's in de slag bij Cajamarca en veroverde Cuzco. In 1536 keerde De Soto terug naar Spanje.
De Soto hoopte zelf de rechten te krijgen een deel van de Nieuwe Wereld te veroveren, en in 1538 lukte dat: hij werd benoemd tot gouverneur van Cuba en Florida ('Florida' stond toentertijd voor een groter gebied dan tegenwoordig, ruwweg het gehele gebied tussen Mexico en de Carolina's). Hij bezocht eerst in 1538 diverse Cubaanse steden, maar nadat in 1539 de stad Havana, die kort voorheen geplunderd was door Franse piraten, was herbouwd vertrok hij naar Florida. De expeditie werd de tweede verkenningstocht door Spaans Florida, eerder was er een poging ondernomen door Pánfilo de Narváez, zijn expeditie tussen 1527-28.
De Soto stichtte de nederzetting Espíritu Santo (de Heilige Geest) in Tampa Bay en begon vandaar uit Florida te verkennen. Het land bleek al snel ongunstig door de vele moerassen en de hitte. Ook de contacten met de indianen waren niet optimaal en de Soto ging vaak wreed tekeer tegen hen.
In 1540 trok hij noordwaarts langs de Appalachen. De conquistadores werden vanwege hun wreedheden tegen de natuurlijke bewoners vaak aangevallen. De Soto trok naar het westen. Hier eiste hij 200 dragers van de Chickasaw-stam. De indianen weigerden en vielen de Spanjaarden 's nachts aan. 40 man stierf maar de Soto werd toegestaan te vluchten. Hij bereikte de Mississippi die hij pas na een maand kon oversteken door o.a. vijandige indianen.
De expeditie raakte meer en meer verloren en keerde terug naar de Mississippi. Hier stierf de Soto aan een koortsaanval. Luis de Moscoso nam de leiding over. Hij trok eerst zuidwestwaarts, maar keerde vervolgens terug naar de Mississippi. Na nog een overwintering werden er schepen gebouwd, waarmee de conquistadores de rivier af en langs de kust naar Mexico voeren. Van de 700 man die aan de expeditie begon, zouden 311 het overleven.

## Naamgever
Vele parken, plaatsen, staten, instituten zijn vernoemd naar Hernando de Soto:
- De Soto (Georgia)
- De Soto (Illinois)
- De Soto (Iowa)
- De Soto (Kansas)
- De Soto (Missouri)
- De Soto (Wisconsin)
- DeSoto (Texas)
- DeSoto County (Florida)
- DeSoto County (Mississippi) met de hoofdplaats Hernando
- De Soto National Forest, Mississippi
- De Soto Parish, Mansfield, Louisiana
- DeSoto Site Historic State Park, Tallahassee, Florida
- DeSoto State Park, Fort Payne, Alabama
- Hernando (Florida)
- Hernando County, Florida